# Comorisco
Comorisco 
o Comorizza (in croato: Komorica) è un isolotto della Croazia, situato in mare aperto a sud-ovest di Sebenico, che fa parte dell'arcipelago omonimo. Amministrativamente appartiene al comune di Sebenico, nella regione di Sebenico e Tenin.

## Geografia
Comorisco è situato nella parte meridionale del canale di Zlarino (Zlarinski kanal), circa 2,5 km a sud-ovest di punta Rat (Rat), l'estremità sud-orientale di Zlarino; si trova inoltre 4,9 km a ovest di punta Sebenicovecchio (Vela Oštrica), l'estremità occidentale della penisola di Monte Acuto (Oštrica). L'isolotto ha una superficie di 0,047 km², uno sviluppo costiero di 0,85 km e l'altezza massima di 25 m. Ha un segnale luminoso a nord-est. C'è uno scoglio senza nome (hrid), denominato anche secca, 50 m a sud (43°38′48″N 15°50′29″E).

### Isole adiacenti
- Gorgo[15], Vertigliaco[8], Vertlaize[7] o Verdez grande[6] (Vrtljača o Vrkljača), scoglio 1,3 km[2] a nord-ovest; ha un'area di 8698 m²[16], una costa lunga 342 m[16] ed è alto 8 m[2] 43°39′30″N 15°49′38″E.
- Camicia[17], Caminac[8], Comicaz[7] o Verclez piccolo[5][6] (Kamičac), scoglio a ovest, a circa 400 m[2]. Ha un'area di 2263 m²[16] e un'altezza di 3 m[2] 43°39′01″N 15°49′59″E.
- Dugoino (Dugo), 1,5 km[2] a ovest-sud-ovest.

### Cartografia
- (HR) Mappa topografica della Croazia 1:25000, su preglednik.arkod.hr. URL consultato il 27 ottobre 2017.
- G. Giani, Carta prospettiva delle Comuni censuarie della Dalmazia, foglio 6, 1839. Fondo Miscellanea cartografica catastale, Archivio di Stato di Trieste.
- Carta di cabottaggio del mare Adriatico, foglio VII, Milano, Istituto geografico militare, 1822-1824. URL consultato il 27 ottobre 2017 (archiviato dall'url originale il 13 aprile 2013).